# Arthur Samuelson
Arthur Samuelson, né à Windhoek en 1974, est un joueur international namibien de rugby à XV.
Sélectionné à 16 reprises, il a notamment participé à la Coupe du monde 1999.

## Biographie
Arthur Samuelson, dit « Attie Samuelson », naît le 6 février 1974 à Windhoek, alors dans le Sud-Ouest africain (devenu la Namibie en 1990).
Il évolue comme ailier au sein de la province des FNB Welwitschias XV.
Samuelson est sélectionné pour représenter la Namibie pour la première fois le 21 septembre 1995, afin d'affronter le Zimbabwe lors de sa tournée estivale. Titularisé au poste d'arrière, il remporte le match sur le score de 19 à 14.
Après 12 sélections, il est sélectionné pour participer à la Coupe du monde 1999, en Europe. Il joue les trois matchs de la poule C contre les Fidji (défaite 67 - 18), la France (défaite 47 - 13 ; il inscrit 1 essai) et le Canada (défaite 72 - 11). La Namibie termine dernière de sa poule et n'est pas qualifié pour la phase finale de la compétition.
Samuelson joue son dernier match seulement trois jours plus tard à l'occasion d'un test match contre l'Allemagne. La Namibie l'emporte 13 - 79 et Samuelson marque trois essais et deux transformations.
Quand il prend sa retraite internationale, Samuelson cumule 16 capes dont 15 comme titulaire, et a inscrit 49 points, soit 9 essais et 2 transformations.